# Chlorobapta
Chlorobapta là một chi bọ cánh cứng trong họ Scarabaeidae.

## Các loài
- Chlorobapta bestii
- Chlorobapta frontalis
- Chlorobapta goerlingi
- Chlorobapta hirtipes
- Chlorobapta tibialis